# Канкун (аэропорт)
Международный аэропорт Канкун (исп. Aeropuerto Internacional de Cancún) находится в одноимённом городе Канкун, провинция Кинтана-Роо, на Карибском побережье Мексики, полуостров Юкатан. В настоящее время занимает пятое место среди самых загруженных аэропортов Латинской Америки после Мехико, Конгоньяса, Гуарульюса (оба — в Сан-Паулу) и Эль-Дорадо в Боготе.
В 2006 году через аэропорт Канкун прошли 9 728 149 пассажиров, в следующем году их число увеличилось до 11,34 млн, а 2008 год аэропорт закончил с показателем в почти 12,5 миллионов обслуженных пассажиров. Канкун динамично развивается, поскольку в данное время является вторым по значимости авиаузлом Мексики. Аэропорт имеет три терминала:
- Терминал 1 используется чартерными авиакомпаниями из Мексики и стран Северной Америки.
- Терминал 2 обслуживает несколько международных направлений и почти все рейсы внутри страны.
- Терминал 3 используется для практически всех международных рейсов стран Северной Америки и Европы.

В сумме три терминала включают в себя 47 выходов на посадку (гейтов), из которых 17 являются удалёнными, 22 (А1-А11 и В12-В22) находятся в Терминале 2 и остальные 14 — в Терминале 3.

## Терминалы и пункты назначения

### Терминал 1
В терминале 1 расположены 7 гейтов: 1-7A

### Терминал 2
Терминал 2 имеет 22 гейта: A1-A11 и B12-B22

#### Главное здание

Терминал 1 аэропорта Канкун

В главном здании расположено 11 выходов: B12-B22
| Авиакомпания       | Направление                          |
| ------------------ | ------------------------------------ |
| Aeromexico         | Мехико, Монтеррей                    |
| Aerotucán          | Косумель                             |
| Cubana de Aviación | Гавана                               |
| Interjet           | Мехико, Монтеррей, Толука            |
| Magnicharters      | Гвадалахара, Мехико, Монтеррей       |
| MAYAir             | Косумель                             |
| Viva Aerobus       | Монтеррей                            |
| Volaris            | Гвадалахара, Пуэбла, Тихуана, Толука |

#### Вспомогательное здание

Терминал 2 аэропорта Канкун

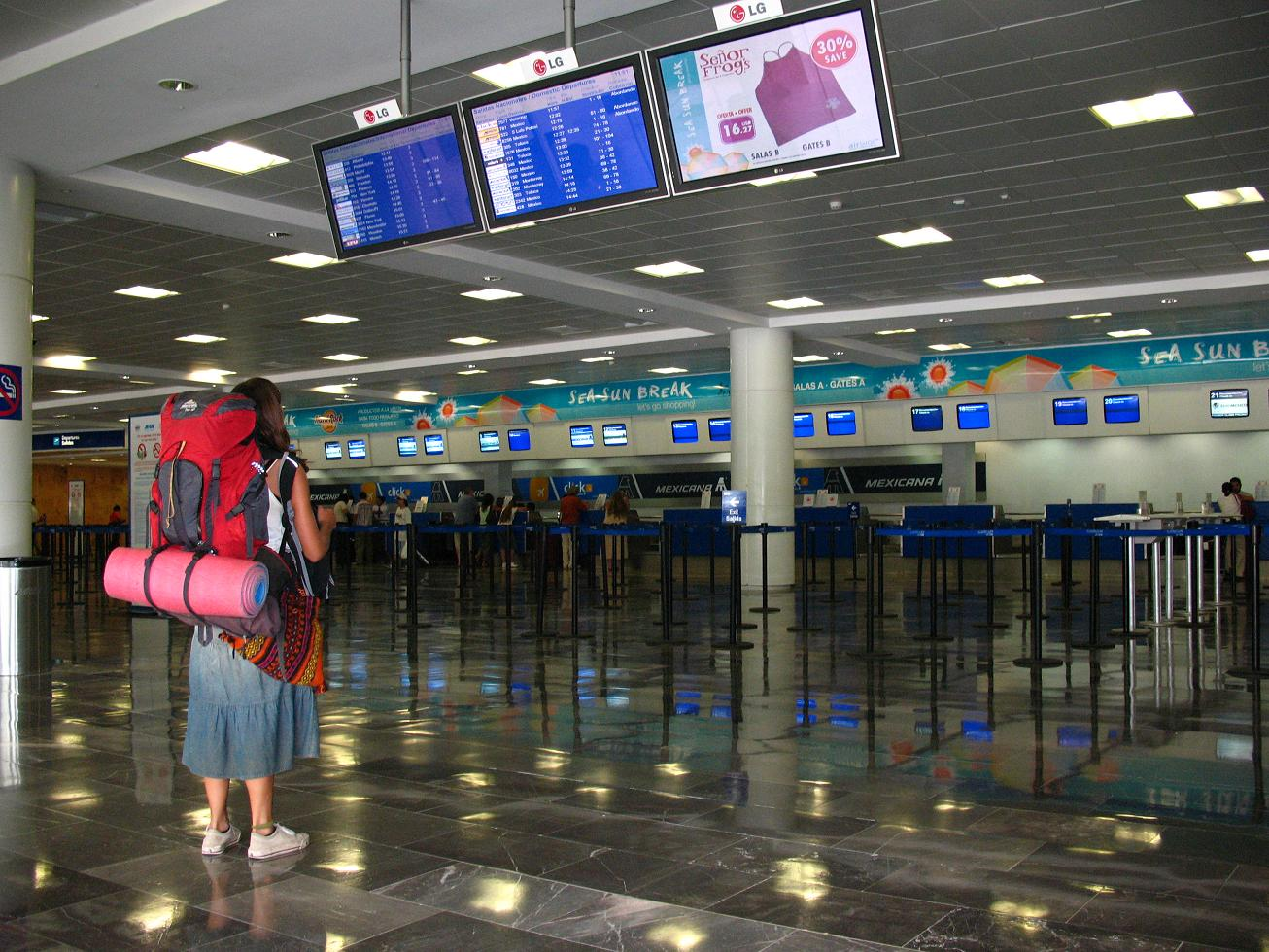
Зона регистрации в Терминале 2

Здание имеет 11 гейтов: A1-A11
| Авиакомпания                            | Направление |
| --------------------------------------- | --- |
| Aeromexico                              | Атланта |
| Air Canada                              | Калгари, Эдмонтон (сезонный), Галифакс (сезонный), Монреаль (Трюдо), Оттава (сезонный), Торонто (Пирсон), Ванкувер, Виннипег (сезонный)                    |
| Air Pullmantur                          | Мадрид |
| Air Transat                             | Калгари, Эдмонтон, Галифакс, Монреаль (Трюдо), Квебек, Реджайна, Саскатун, Торонто (Пирсон), Ванкувер                                                      |
| Arkefly                                 | Амстердам |
| Avianca                                 | Богота (сезонный) |
| Blue Panorama Airlines                  | Милан (Мальпенса) |
| CanJet                                  | Калгари, Эдмонтон, Галифакс, Квебек, Сент-Джон, Торонто (Пирсон), Ванкувер                                                                                 |
| Condor Airlines                         | Франкфурт |
| Copa Airlines                           | Панама |
| Corsairfly                              | Париж (Орли) |
| Edelweiss Air                           | Цюрих |
| EuroAtlantic Airways                    | Лиссабон |
| Finnair                                 | Хельсинки (сезонный) |
| Jetairfly                               | Брюссель |
| JetBlue Airways                         | Бостон, Форт-Лодердейл (с 1 мая 2009), Нью-Йорк (JFK), Орландо, Тампа, Вашингтон (Даллас)                                                                  |
| LAN Airlines                            | Гавана, Сантьяго |
| Martinair                               | Амстердам, Брюссель |
| Meridiana                               | Милан (Мальпенса) |
| Novair                                  | Осло, Стокгольм (Арланда) |
| Neos                                    | Болонья, Милан (Мальпенса) |
| Orbest                                  | Лиссабон |
| Pace Airlines                           | чартерные рейсы |
| Skyservice                              | Калгари, Эдмонтон, Галифакс, Гамильтон, Китченер, Монреаль (Трюдо), Оттава, Реджайна, Саскатун, Тандер-Бэй, Торонто (Пирсон), Ванкувер, Виктория, Виннипег |
| Sol Airlines                            | Ла Романа |
| Sunwing Airlines                        | Галифакс, Лондон, Монреаль (Трюдо), Сент-Джон, Квебек, Торонто (Пирсон), Саскатун, Сент-Джон, Квебек, Торонто (Пирсон), Саскатун, Реджайна, Ванкувер       |
| Sunwing Airlines выполняется Aeromexico | Калгари, Комокс, Эдмонтон, Оттава, Ванкувер, Виктория, Виннипег                                                                                            |
| TACA                                    | Флорес, Гватемала, Сан-Сальвадор |
| TACA выполняется Lacsa                  | Сан-Хосе (чартер) |
| Thomas Cook Airlines                    | Белфаст (международный), Глазго (международный), Лондон (Гатвик), Манчестер                                                                                |
| Thomson Airways                         | Бирмингем, Бристоль, Ист-Мидлэнд, Глазго (международный), Лондон (Гатвик), Манчестер, Ньюкастл                                                             |
| Viva Aerobus                            | Остин |
| WestJet                                 | Калгари, Эдмонтон, Галифакс, Оттава, Ванкувер |
| White Airways                           | Лиссабон |
| XL Airways France                       | Париж (Шарль-де-Голль) |

### Терминал 3
Терминал 3 имеет 15 выходов: C23-C37

Терминал 3 аэропорта Канкун

| Авиакомпания                        | Направления |
| ----------------------------------- | --- |
| NordWind                            | Москва (SVO C) |
| Azur Air                            | Москва(Внуково) |
| Air Europa                          | Мадрид |
| Alaska Airlines                     | Лос-Анджелес, Сиэтл/Такома |
| American Airlines                   | Чикаго (О’Хара), Даллас/Форт-Уэрт, Нью-Йорк (JFK) |
| Delta Air Lines                     | Атланта, Бостон, Цинциннати/Северный Кентукки, Хартфорд/Спрингфилд, Лос-Анджелес, Нэшвилл, Орландо, Нашвилл, Орландо, Роли/Дарем (сезонный), Солт-Лейк-Сити, Вашингтон (Даллес) |
| Delta Connection выполняется Comair | Цинциннати/Северный Кентукки |
| Frontier Airlines                   | Чикаго (Мидуэй), Денвер, Канзас, Солт-Лейк-Сити (сезонный) |
| Spirit Airlines                     | Детройт, Форт-Лодердейл |
| Sun Country Airlines                | Даллас/Форт-Уэрт, Миннеаполис/Сент-Поль |
| United Airlines                     | Чикаго (О’Хара), Денвер, Лос-Анджелес, Сан-Франциско, Вашингтон (Даллес) |
| USA3000 Airlines                    | |